# Szőnyi Nóra
Szőnyi Nóra (Budapest, 1953. április 23. –) magyar balettpedagógus, táncosnő. Az Állami Balettintézet tanára.

## Életpályája
1963–1972 között az Állami Balettintézet diákja volt; mestere Lőrincz György volt. 1972-től a Magyar Állami Operaház tagja, 1975–1977 között címzetes magántáncosa, 1977–1989 között magántáncosa volt. 1972–1973 között Leningrádban, a Vagavona Intézetben tanult. 1983-ban tanári diplomát szerzett. 1988-tól a Főiskola oktatója, 1998-tól docense. 2022-ben a Magyar Állami Operaház örökös tagja lett.
Nagyszerű klasszikus felkészültségű táncosnő, aki a lírai és drámai szerepeket is magas szinten alakította.

## Családja
Szülei Szőnyi Gyula és Rosta Julianna voltak. 1978-ban házasságot kötött Gál Andrással. Két gyermekük született: Zsófia (1982–) és Bence (1987–).

## Szerepei
- Delibes: Coppélia – Pas de six
- Csajkovszkij: A hattyúk tava – Háron nagy hattyú; Négy nagy hattyú; Menyasszonyok; Pas de trois; Odette/Odília
- Csajkovszkij: A diótörö – Két hópehely; Rózsakeringő szóló; Mária hercegnő; Keleti tánc szóló
- Stravinsky: Le sacre du printemps – Négy leány
- Bartók Béla: A fából faragott királyfi – A tündér
- Ravel: Bolero – Táncolják
- Bach: E-dúr hegedűverseny – Táncolják
- Farkas Ferenc: Furfangos diákok – Rózsika
- Kacsóh Pongrác: János vitéz – Tündértánc
- Adam: Giselle – Myrtha; Giselle
- Webern: Öt tétel vonósnégyesre – Táncolják
- Hidas Frigyes: A cédrus – Siratóasszonyok; A Fekete asszony
- Monteverdi: Átváltozások (Orfeusz halála) – Euridiké
- Csajkovszkij: Csipkerózsika – Candide; Orgonatündér
- Aszafjev: Párizs lángjai – Baszkok
- Borogyin: Polovec táncok – A polovec lány
- Minkus: A bajadér - Árnyak tánca – Három árny
- Rimszkij-Korszakov: Seherezádé – Három táncosnő
- Strauss: Don Juan – Donna Elvira; Donna Anna
- Gounod: Faust – Walpurgis-éj
- Bernstein: Szerenád – Táncolják
- Hindemith: Kamarazene No. 1. – Táncolják
- Bizet: C-dúr szimfónia – I. tétel
- Stravinsky: Apolló – Kalliopé
- Petrov: A világ teremtése – Éva
- Dohnányi Ernő: Változatok egy gyermekdalra – Táncolják
- Lajtha László: IX. szimfónia – Táncolják
- Strauss: Ez lenne a halál? – Táncolják
- Rossini: Rossiniana – 3. tétel
- Vivaldi: Viva la vita – Táncolják
- Ellington: A folyó – Örvény
- Stravinsky: Agon – Táncolják
- Mahler: Gyermekgyászdalok – Táncolják
- Riisager: Etűdök – Balerina
- Orff: Profán kantáta – Táncolják
- Handel: Rara avis (Ritka madarak) – I. tétel
- Bach: A próba – A Mária Magdolnát játszó táncosnő
- Prokofjev: Hamupipőke – Tündér
- Haydn: Szimfónia D-dúrban – Táncolják
- Márta István: Látomások – Táncolják
- Beethoven: Adagio Hammerklavier – Táncolják

## Díjai
- Liszt Ferenc-díj (1980)
- Oláh Gusztáv-emlékplakett (1981)
- Érdemes művész (1985)